# روبسون دوس سانتوس فرناندس
روبسون دوس سانتوس فرناندس هو لاعب كرة قدم برازيلي، ولد في 30 مايو 1991 في كامبيناس في البرازيل. لعب مع نادي ساو باولو.

## وصلات خارجية
- روبسون دوس سانتوس فرناندس على موقع قاعدة بيانات كرة القدم.إي يو (الإنجليزية)
- روبسون دوس سانتوس فرناندس على موقع Soccerway.com (الإنجليزية)